# Les Plans, Gard
Les Plans là một xã trong vùng Occitanie. Xã Les Plans, Gard nằm ở khu vực có độ cao trung bình 175 mét trên mực nước biển.